# Esplanade Élisabeth-II
Pour les articles homonymes, voir Élisabeth II (homonymie).
L'esplanade Élisabeth-II est une esplanade située à Biarritz, dans le département français des Pyrénées-Atlantiques.

## Histoire
L'esplanade a servi de décor à une scène du film Hôtel des Amériques d'André Téchiné, sorti en 1981.

## Origine du nom

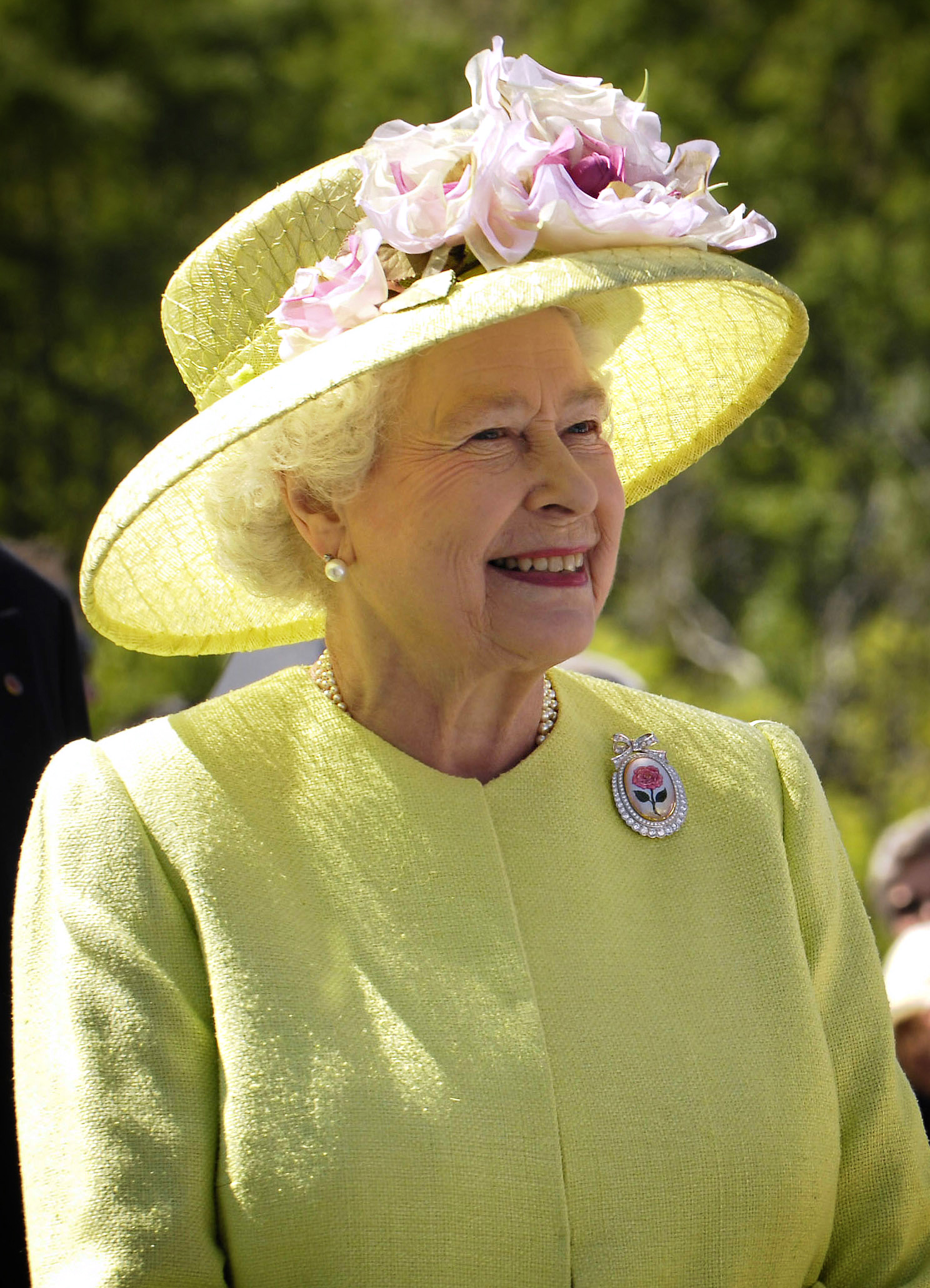
La reine Élisabeth II en mai 2007.

L'esplanade doit son nom à Élisabeth II (1926-2022), reine du Royaume-Uni de Grande-Bretagne et d'Irlande du Nord et des autres royaumes du Commonwealth de 1952 à sa mort.

## Lieux d'intérêt
- Le phare de Biarritz, également appelé phare de la Pointe Saint-Martin.
- L'hélice du Frans Hals, exposée sur l'esplanade en souvenir de l'échouement du navire en 1996[3].